# Wild Style (graffiti)

Wildstyle en Los Ángeles.

Wildstyle es una forma complicada y compleja de grafiti. Debido a su complejidad, a menudo es muy difícil de leer por personas que no están familiarizados con ella. Por lo general, esta forma de grafiti incorpora entrelazadas y superpuestas las letras y formas. Puede incluir flechas, puntas y otros elementos decorativos en función de la técnica utilizada. Las capas múltiples y formas que este estilo extremadamente difícil producir de forma homogénea, por lo que el desarrollo de un estilo original en este campo es considerado como uno de los mayores retos artísticos a un escritor de grafiti. Las piezas de Wildstyle también son conocidos como "Burners"(quemadores), que significa "hot" (caliente), como el fuego. Los Wildstyles son vistos como uno de los más complicados y difíciles estilos de grafiti y se utilizan a menudo para presentar el trabajo de un artista conocido.

## Pioneros del WildStyle
Los pioneros originales de wildstyle es prek y Stay High 149.

## Estilos del WildStyle
Los Wildstyles suelen incluir un conjunto de flechas, curvas y cartas que se han transformado tanto como para ser prestados a los ojos arcanos de los no-artistas del grafiti. Es una práctica común incorporar elementos 3D en las piezas, e incluso, transformar la estructura entera en tres dimensiones para agregar profundidad visual a la obra. Muchos artistas añaden sus propios elementos a sus wildstyles y esto les hace ganar respeto dentro de esta subcultura underground.